# Copa de Clubes Campeones del Golfo 2015
La Liga de Campeones GCC (en árabe: دوري أبطال الخليج للأندية‎) es un torneo de fútbol organizado anualmente por la UAFA para clubes de los Estados Árabes del Golfo Pérsico.
Le edición 2015 es la 30ma edición, y comenzó en febrero y finalizará el 6 de junio.

## Equipos
| Equipos    | Método de calificación                                         | Ap. | Últ Ap. |
| ---------- | -------------------------------------------------------------- | --- | ------- |
| East Riffa | Ganador de la Copa del Rey de Bahréin 2014                     | 2   | 1998    |
| Manama     | Subcampeón de la Liga Premier de Baréin 2013-14                | 1   | Ninguna |
| Al Jahra   | Tercer lugar de la Liga Premier de Kuwait 2013–14              | 3   | 2014    |
| Kazma SC   | Cuarto lugar de la Liga Premier de Kuwait 2013–14              | 5   | 2013    |
| Al-Suwaiq  | Tercer lugar de la Liga Profesional de Omán 2013-14            | 1   | Ninguna |
| Al Seeb    | Cuarto lugar de la Liga Profesional de Omán 2013-14            | 1   | Ninguna |
| Al Arabi   | Quinto lugar de la Liga de fútbol de Catar 2013-14             | 7   | 2011    |
| Al Rayyan  | Decimotercer lugar de la Liga de fútbol de Catar 2013-14       | 3   | 1996-97 |
| Al Taawon  | Quinto lugar de la Primera División de Arabia Saudita 2013-14  | 1   | Ninguna |
| Al-Faisaly | Séptimo lugar de la Primera División de Arabia Saudita 2013-14 | 1   | Ninguna |
| Al Shabab  | Cuarto lugar de la Liga Árabe del Golfo 2013-14                | 6   | 2014    |
| Al Nasr    | Quinto lugar de la Liga Árabe del Golfo 2013-14                | 4   | 2014    |

## Fase de grupo
La fase de grupo es jugada a doble ronda, para completar cuatro juegos por equipo. Clasifican a los cuartos de final los dos primeras de cada grupo.

### Grupo A
| Team      | Pld | W | D | L | GF | GA | GD | Pts |
| --------- | --- | - | - | - | -- | -- | -- | --- |
| Al Rayyan | 4   | 2 | 2 | 0 | 9  | 4  | +5 | 8   |
| Al Taawon | 4   | 1 | 3 | 0 | 6  | 5  | +1 | 6   |
| Al-Suwaiq | 4   | 0 | 1 | 3 | 3  | 9  | -6 | 1   |

### Grupo B
| Team      | Pld | W | D | L | GF | GA | GD | Pts |
| --------- | --- | - | - | - | -- | -- | -- | --- |
| Al Shabab | 4   | 3 | 0 | 1 | 10 | 2  | +8 | 9   |
| Al Seeb   | 4   | 1 | 1 | 2 | 3  | 8  | −5 | 4   |
| Al Arabi  | 4   | 1 | 1 | 2 | 2  | 5  | −3 | 4   |

### Grupo C
| Team       | Pld | W | D | L | GF | GA | GD | Pts |
| ---------- | --- | - | - | - | -- | -- | -- | --- |
| Al Nasr SC | 4   | 3 | 0 | 1 | 8  | 6  | +2 | 9   |
| Kazma      | 4   | 2 | 0 | 2 | 6  | 6  | 0  | 6   |
| Manama     | 4   | 1 | 0 | 3 | 6  | 8  | -2 | 3   |

### Grupo D
| Team            | Pld | W | D | L | GF | GA | GD | Pts |
| --------------- | --- | - | - | - | -- | -- | -- | --- |
| Al Jahra SC     | 4   | 2 | 1 | 1 | 7  | 5  | +2 | 7   |
| East Riffa Club | 4   | 2 | 1 | 1 | 6  | 6  | 0  | 7   |
| Al-Faisaly      | 4   | 1 | 0 | 3 | 3  | 5  | -2 | 3   |

## Fase final

### Cuartos de final
| 21 de abril de 2015 | Al Rayyan     | 2:1     | Kazma       | Estadio Suheim Bin Hamad, Al Rayyan |                              |
|                     | Devic 16' 88' | Reporte | Faraj 90+2' | Árbitro(s): Yaqoob Abdulbaki        | Árbitro(s): Yaqoob Abdulbaki |

| 21 de abril de 2015 | Al-Nasr    | 1:1 (5-4) | Al Taawon    | Estadio Al-Maktoum, Dubái        |                                  |
|                     | Holman 18' | Reporte   | Efoulou 80'p | Árbitro(s): Fahad Jaber Al Marri | Árbitro(s): Fahad Jaber Al Marri |

| 22 de abril de 2015 | Al Jahra | 0:2     | Al-Seeb          | Estadio Moubarak Al-Aiar, Al Jahra |  |
|                     |          | Reporte | Darwish 5' 45+1' |                                    |  |

| 22 de abril de 2015 | Al Shabab                               | 3:1     | East Riffa  | Estadio Maktoum Bin Rashid, Al Jahra |                            |
|                     | Villanueva 21' · Ali 65' · Luvannor 70' | Reporte | Al Sari 57' | Árbitro(s): Marai Al-Awaji           | Árbitro(s): Marai Al-Awaji |

### Semifinales
| 5 de mayo de 2015 | Al-Nasr   | 1:1     | Al Shabab   | Estadio Al-Maktoum, Dubái |  |
|                   | Toure 36' | Reporte | Luvannor 2' |                           |  |

| 19 de mayo de 2015 | Al Shabab                              | 2:0     | Al-Nasr | Estadio Maktoum Bin Rashid, Al Jahra |  |
|                    | - Luvannor 17' - Villanueva 34' (pen.) | Reporte |         |                                      |  |

| 6 de mayo de 2015 | Al-Seeb | 0:0     | Al Rayyan | Estadio Al-Seeb, Mascate |  |
|                   |         | Reporte |           |                          |  |

| 19 de mayo de 2015 | Al Rayyan    | 1:1 (v) | Al-Seeb        | Estadio Suheim Bin Hamad, Al Rayyan |  |
|                    | - Tabata 78' | Reporte | - Al Saadi 33' |                                     |  |

### Final
| 27 de mayo de 2015 | Al-Seeb            | 1:1 (3-4 pen.) | Al Shabab    | Estadio Al-Seeb, Mascate            |                                     |
|                    | Al Muharrami 90+3' | Reporte        | Luvannor 83' | Árbitro(s): Marai Mohammed Al Awaji | Árbitro(s): Marai Mohammed Al Awaji |

## Goleadores
Actualizado hasta la final del torneo.
| Lugar | Jugador        | Equipo       | Goles |
| ----- | -------------- | ------------ | ----- |
| 1     | Rodrigo Tabata | Al Rayyan SC | 5     |
| 2     | Edgar Bruno    | Al Shabab    | 4     |
| 2     | Ibrahima Toure | Al-Nasr SC   | 4     |